# پگالاخار
پِگالاخار (به اسپانیایی: Pegalajar) یکی از دهستان‌های استان خائن در کشور اسپانیا است. این شهر با مساحت ۷۹ کیلومتر مربع، ۳۰۹۳ تن جمعیت دارد.